# Jussi Koivusalo
Jussi Arvi Koivusalo, född 23 mars 1929 i Alavo, död 6 januari 2000 i Esbo, var en finländsk skulptör. 
Koivusalo genomgick Finlands konstakademis skola 1953–1958 och ställde ut första gången 1958. På 1950-talet och i början av 1960-talet var hans arbeten oftast figurativa och gjutna i brons eller snidade i trä. På 1960-talet övergick han till abstrakt skulptur, ofta pelar- och kubformade, grovt huggna i marmor eller granit. Han utförde ett tiotal offentliga skulpturer, bland annat för Södriks bibliotek i Esbo. Han deltog aktivt i Bildhuggarförbundets verksamhet, förestod bland annat dess gjuteri och utsågs 1989 till hedersledamot i förbundet.